# Gedrehtlappiger Löwenzahn

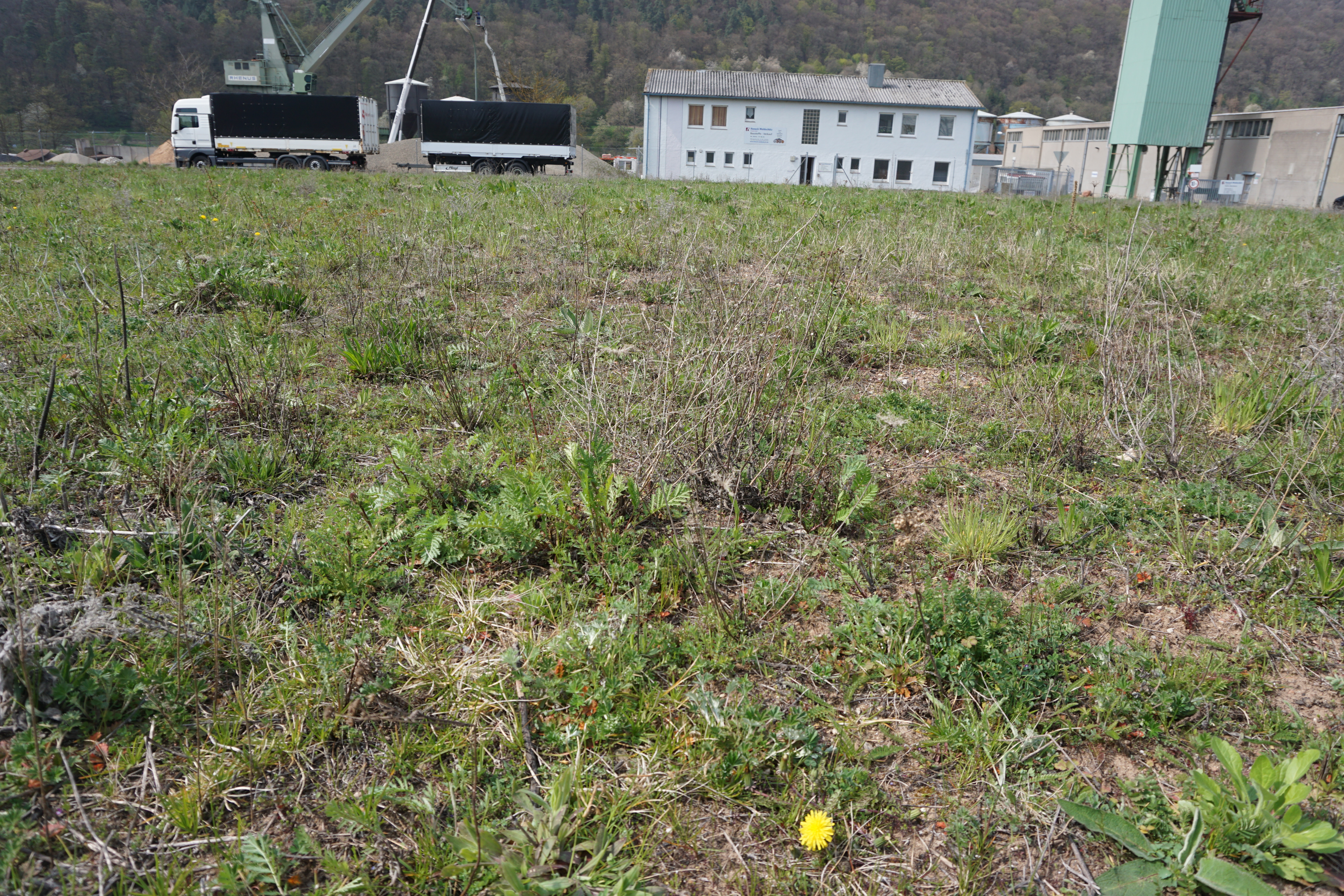
Taraxacum tortilobum in Sandrasen an der Hafenstraße in Wertheim-Bestenheid, 17. April 2019

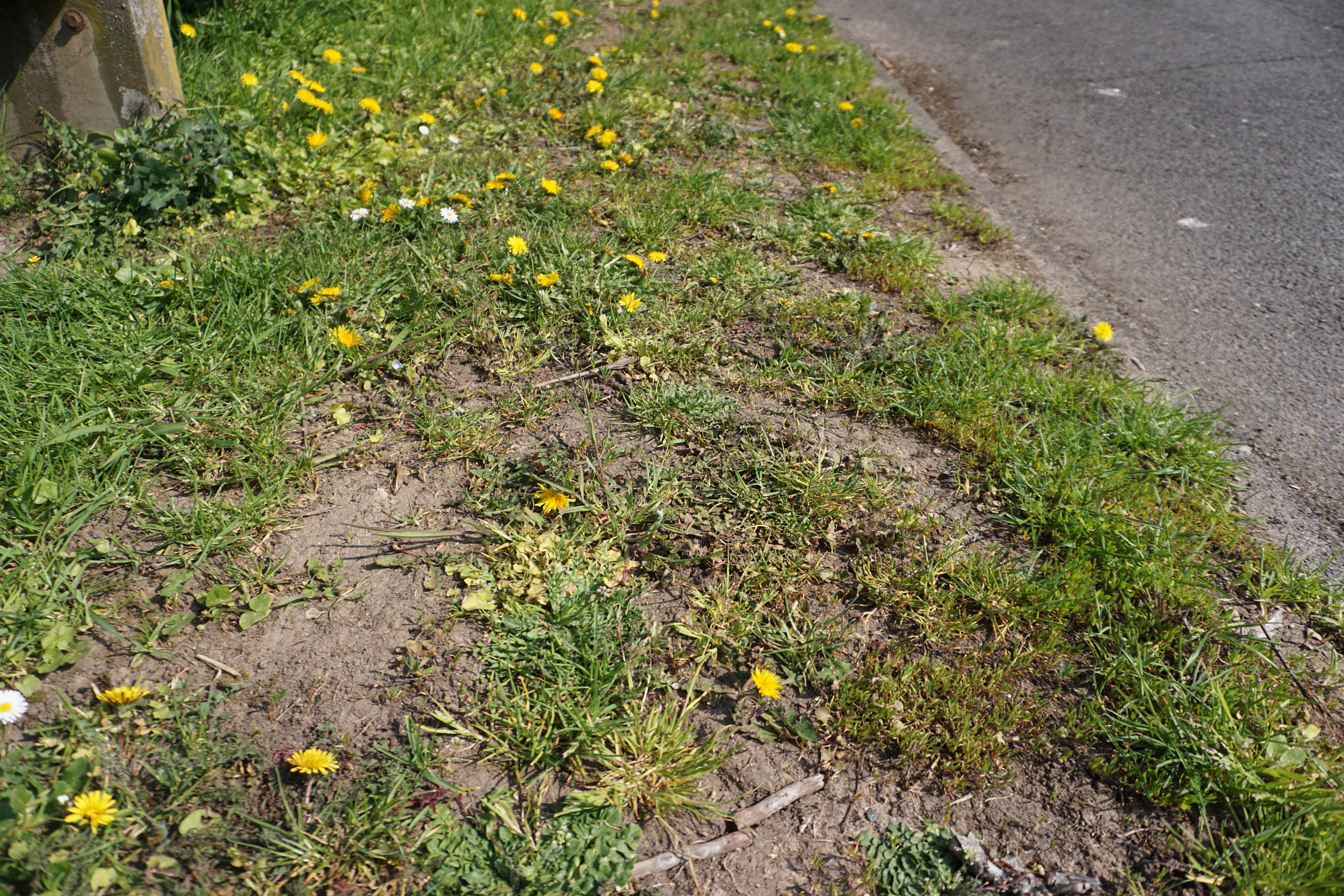
Wuchsort des Gedrehtlappigen Löwenzahns in lückigen Scherrasen in der Eichelsetz bei Wertheim-Eichel (mit Taraxacum sect. Taraxacum), 17. April 2019

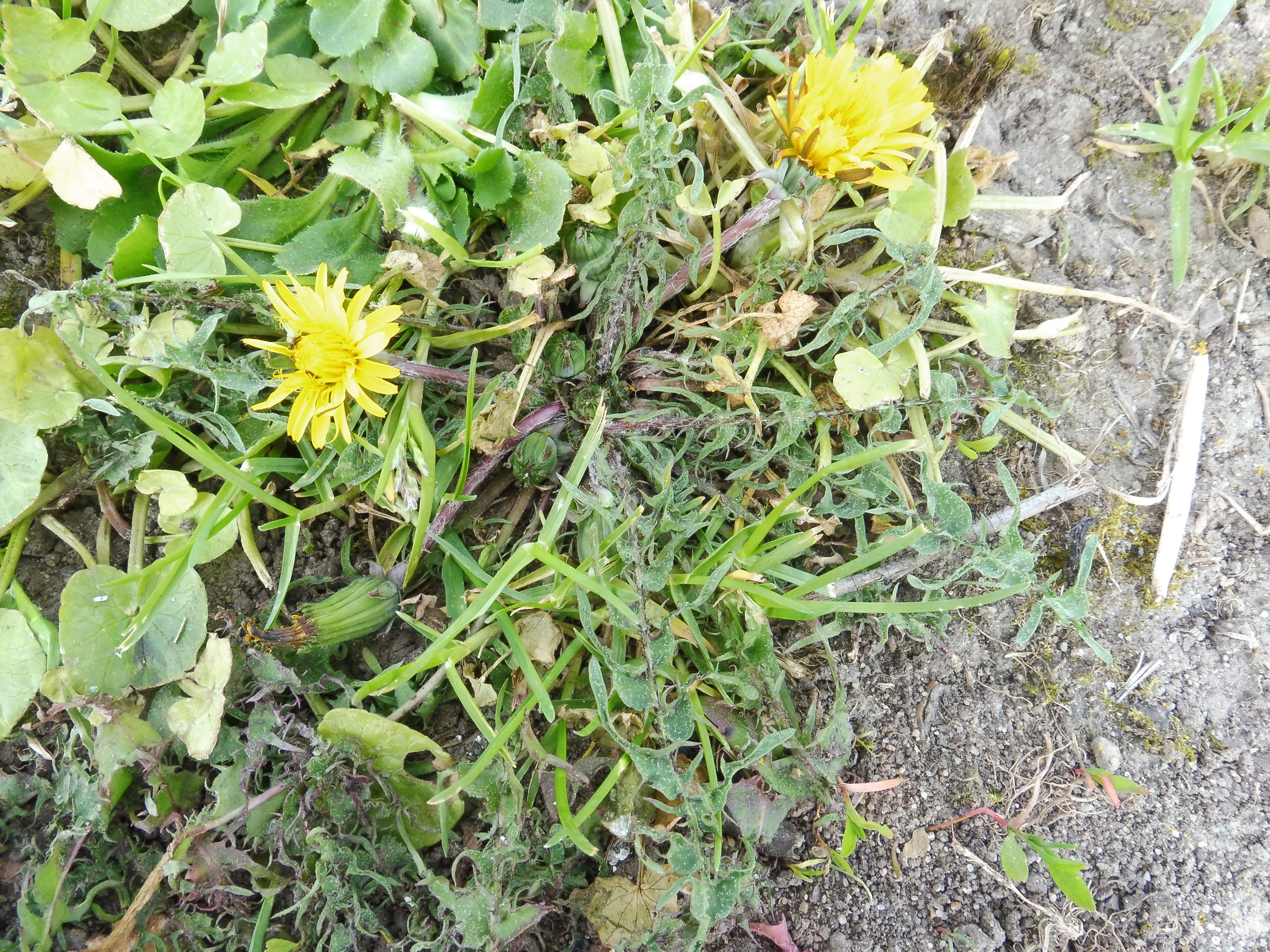
Taraxacum tortilobum in Scherrasen bei Wertheim-Eichel, 17. April 2019

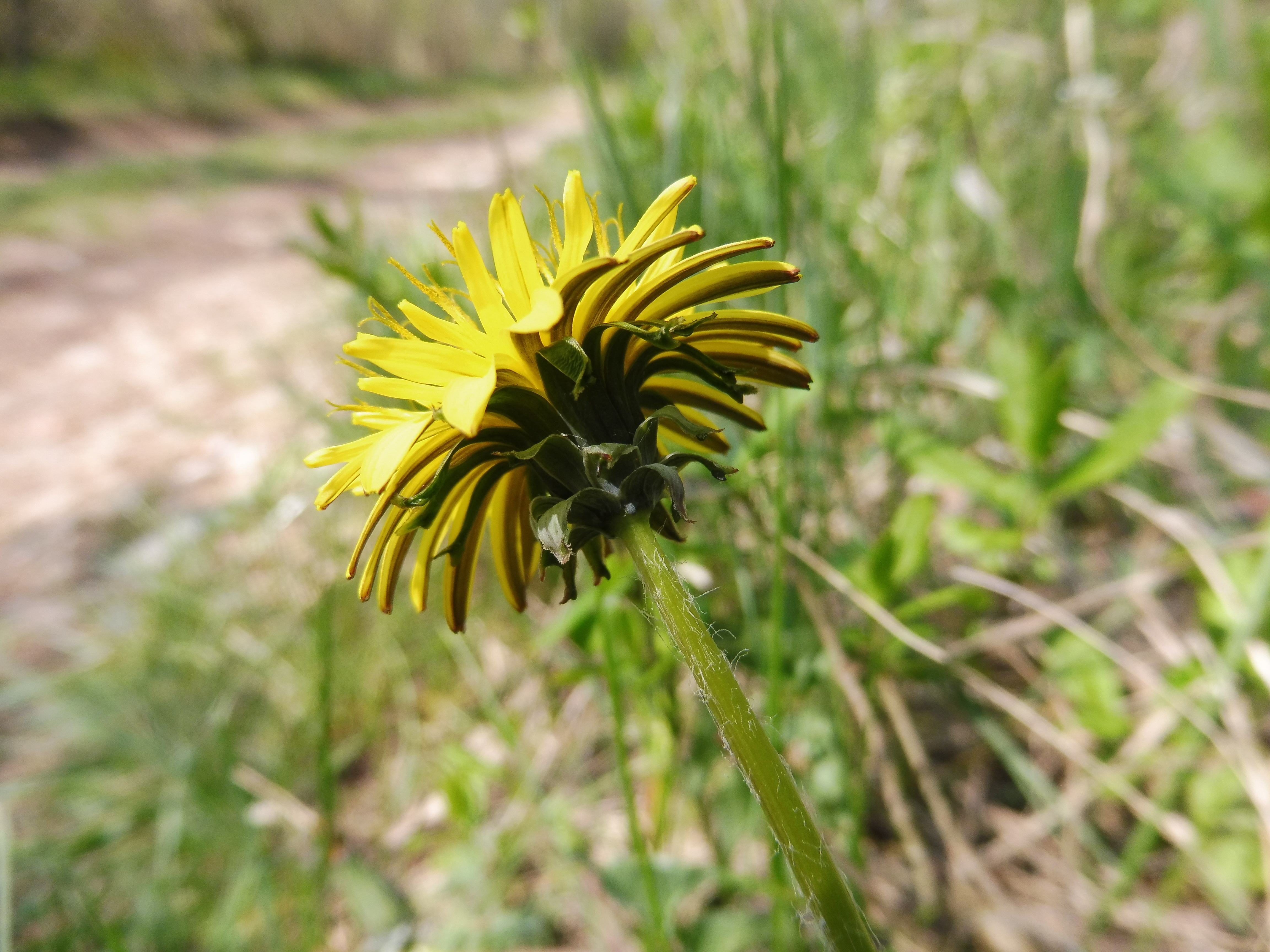
Taraxacum tortilobum Blammerberg, Weil der Stadt, 16. April 2019

Der Gedrehtlappige Löwenzahn (Taraxacum tortilobum) ist eine Pflanzenart aus der Gattung Löwenzahn (Taraxacum) innerhalb der Familie der Korbblütler (Asteraceae).

## Beschreibung

### Vegetative Merkmale
Der Gedrehtlappige Löwenzahn wächst als ausdauernde krautige Pflanze.
Die Blätter sind hellgrün, kraus und gelappt. Die Seitenlappen sind abstehend bis zurückgebogen, stark gezähnt, kraus dreieckig bis breit lanzettlich. Die Pflanze hat lange schmale, dunkel violette Blattstiele.

### Generative Merkmale
Die Blütezeit reicht von Mitte bis Ende April, in warmen Jahren auch etwas früher. Die Blüten stehen in Blütenkörben zusammen. Taraxacum tortilobumhat eine olivgrüne, bereifte Hülle. Die äußeren Hüllblätter der Blüte sind eifrömig bis eilanzettlich, lose anliegend oder aufrecht abstehend, relativ breit weiß oder rosa berandet und gehöckert bis gehörnt (Schwielen). Die Blüten sind sattgelb. Die Narbe sind dunkelgrün.
Ein wichtiges Unterscheidungsmerkmal bei Schwielen-Löwenzähnen sind die Achänen, die bei Taraxacum tortilobum ähnlich den Arten der Wiesen-Löwenzähnen beigefarben sind. Sie sind 3 bis 3,5 mm lang, die Pyramide 1 bis 1,3 mm lang und fast zylindrisch.
Die Chromosomenzahl beträgt 2n = 24.

## Vorkommen

### Verbreitung in Deutschland
Der Gedrehtlappige Löwenzahn kommt zerstreut in ganz Deutschland vor. In Ostdeutschland und im Süden von Baden-Württemberg und Bayern ist er sehr selten (Hammel 2019).

### Verbreitung in Europa
Die Art tritt in Nord- und Mitteleuropa auf. Im mediterranen Raum fehlt Taraxacum tortilobum (Doll 1974: 111).

### Standortansprüche
Die Pflanze wächst in Deutschland im Ödland, auf Weiden und im Halbtrockenrasen. Vorkommen in und am Rande von Scherrasen sind relativ häufig.

## Systematik
Die Erstbeschreibung von Taraxacum tortilobum erfolgte 1914 durch den Schweden Bruno Florström.
Die Art gehört zur Sektion der Schwielen-Löwenzähne (Taraxacum sect. Erythrosperma) in der Gattung Taraxacum.